# Mesonemurus clarus
Mesonemurus clarus is een insect uit de familie van de mierenleeuwen (Myrmeleontidae), die tot de orde netvleugeligen (Neuroptera) behoort. 
Mesonemurus clarus is voor het eerst wetenschappelijk beschreven door McLachlan in Fedchenko in 1875.